# Nebdjefare
Nebdjefare was een oud-Egyptische koning (farao) in de tweede tussenperiode. Hij geldt als achtste heerser van de 14e dynastie en regeerde in de 17e eeuw v.Chr.
Zijn regeerperiode zou slechts 1 jaar geduurd hebben.

## Bron
- Narmer.pl